# 葉時新
葉時新（1538年—1590年），字惟懷，號柳沙，直隸徽州府休寧縣朱村人，民籍，明朝政治人物。

## 生平
隆慶元年（1567年）丁卯科應天府鄉試第一百二十八名舉人。隆慶五年（1571年）中式辛未科會試第三百七十一名，三甲第十七名進士。都察院觀政，授承天府推官，六年冬丁母憂歸。萬曆三年（1575年）复除宁波府推官，严禁沉溺女婴。万历八年（1580年）六月考选户科给事中，九年丁父憂。十三年三月復除原职，六月任江西乡试考试官，升吏科右給事中，以议减军饷激成浙江之变，出为河南府知府，为卒官的推官李汝珪夫妇办理丧事，出百金俸禄，送其幼子护喪回乡。十八年升四川副使，尚未赴任，同年四月十一日溘然病死河南，享年仅五十三。

## 家族
曾祖葉永富；祖父葉武隆，字用安，号二松；父葉琇（1511年-1581年），字国华，号竹山，累封户科給事中，加贈中憲大夫河南府知府；母程氏。具庆下。兄時傑、弟時佳、時泰、時盈、時康。